# Technique
Technique är den brittiska musikgruppen New Orders femte studioalbum, utgivet den 30 januari 1989 på Factory Records. Bandet tillbringade fyra månader på Ibiza under inspelningen av albumet. Ett upplägg som enligt Peter Hook inte var fullt så lyckat då tillgången till pool och bar var för stor och frestande. Istället för att spela in musik gick de hellre ut på klubbar och barer och solbadade. De fick till slut byta miljö för att få något kreativt gjort. Det bestämdes att de skulle flytta tillbaka till England och Peter Gabriels studio i Box i Wiltshire. 
Albumet finns med i boken  1001 Albums You Must Hear Before You Die.

## Låtlista
1. "Fine Time" – 4:42
2. "All the Way" – 3:22
3. "Love Less" – 2:58
4. "Round & Round" – 4:29
5. "Guilty Partner" – 4:44
6. "Run" – 4:29
7. "Mr. Disco" – 4:20
8. "Vanishing Point" – 5:15
9. "Dream Attack" – 5:13